# Plaça del Manège

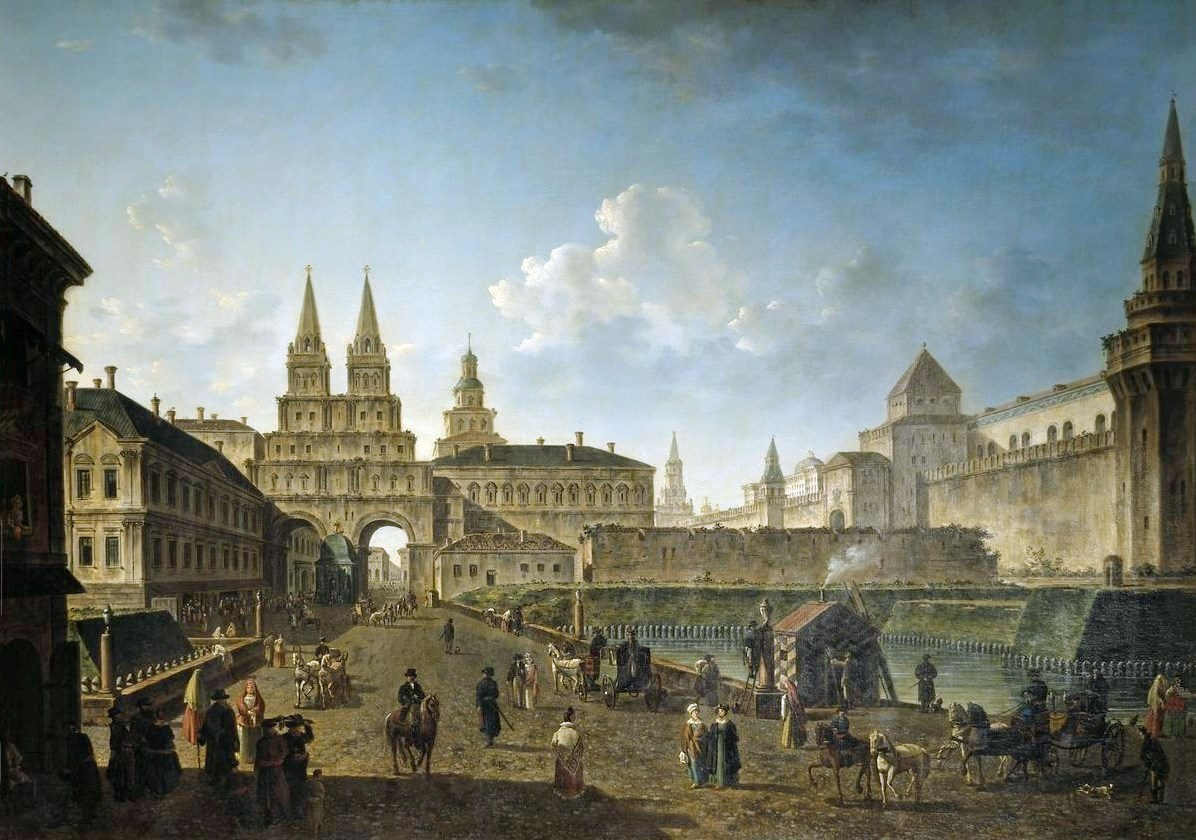
La Plaça del Manège, al segle XIX

La Plaça del Manège és un lloc del centre històric de Moscou, prop de la Plaça Roja i el Jardí d'Alexander, parets oposades del Kremlin, que deu el seu nom al Manège de Moscou. Va ser creada durant la reconstrucció duta a terme després del gran incendi de 1812, ocupant el lloc de la vella Moïsseïevskaïa i part dels carrers inferiors que condueixen al Kremlin, (els carrers Bolshaya Nikitskaya Mokhovaya o Tverskaya, etc.), el Manège va ser completament reconstruït a la dècada de 1930.
La Plaça del Manège es va anomenar Plaça del Cinquantenari de la Revolució d'Octubre des de 1967 a 1990, a la dècada de 1990 s'hi va construir un gran centre comercial subterrani, amb una cúpula de vidre coronada per una estàtua de Sant Jordi, patró de la ciutat, que atrau a grans multituds.
La plaça ha estat equipada amb fonts i terrasses, inclosa la part oriental que va cap als murs del Kremlin, que és únicament per a vianants. Les fonts estan adornades amb estàtues de Zurab Tsereteli il·lustrant els contes de Krylov, el "La Fontaine" de Rússia. El desembre de 2010, milers de joves aficionats al futbol (amb alguns que donaven suport a consignes nacionalistes) van celebrar una manifestació a Manezhnaya que es va tornar violenta, originant disturbis locals amb violència per motius ètnics que es va estendre per Moscou i a tot el país.

## Galeria

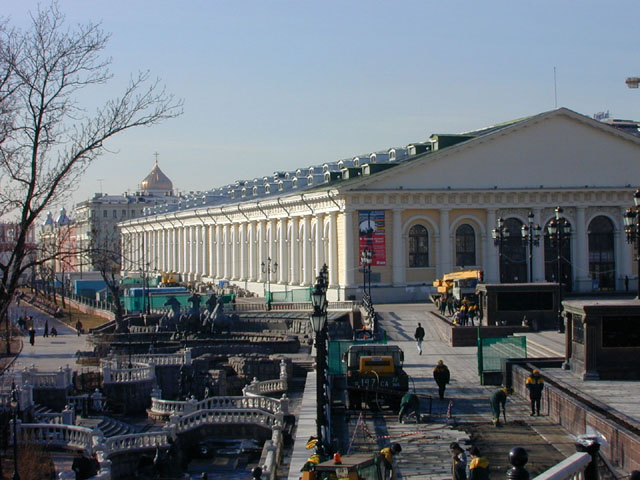
La reconstrucció d'una part del lloc el 2000
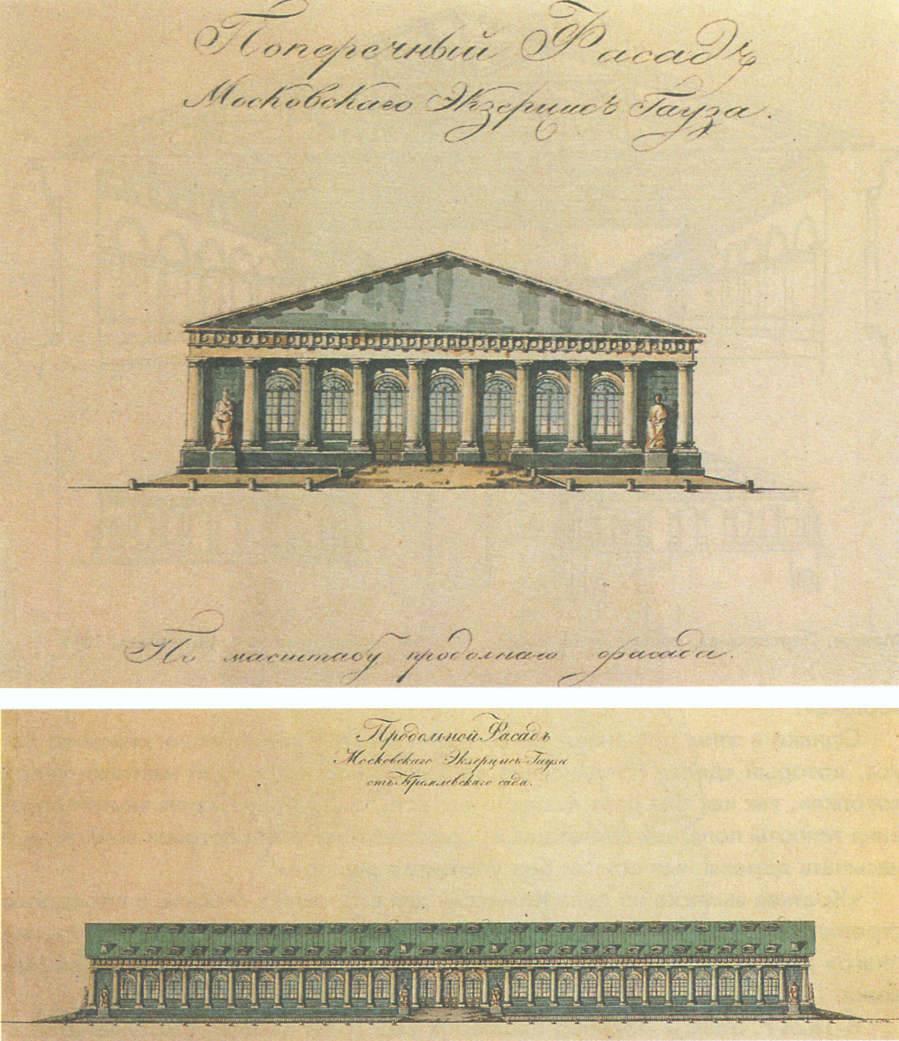
Frontal i lateral del Manège
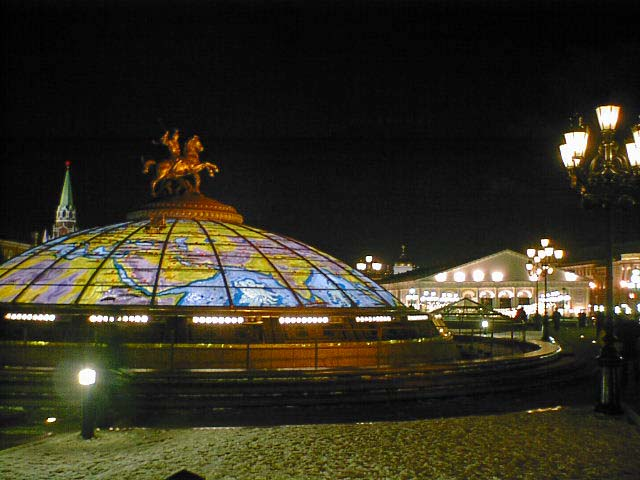
Cúpula de vidre coronada per una estàtua de sant Jordi, patró de Moscou, amb el Manège al fons (costat oest)
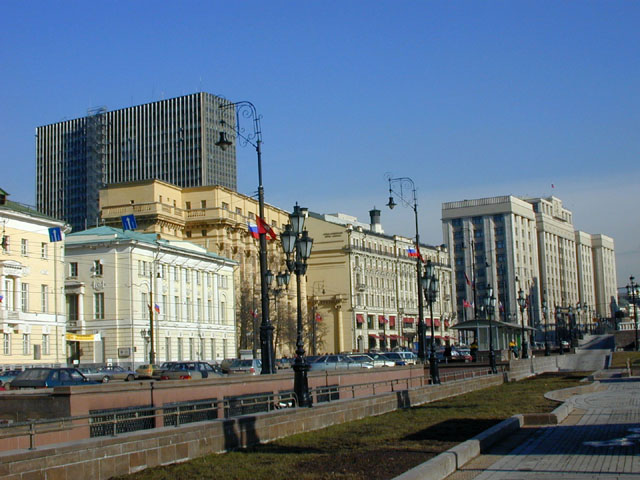
Vista del State Duma (costat nord)
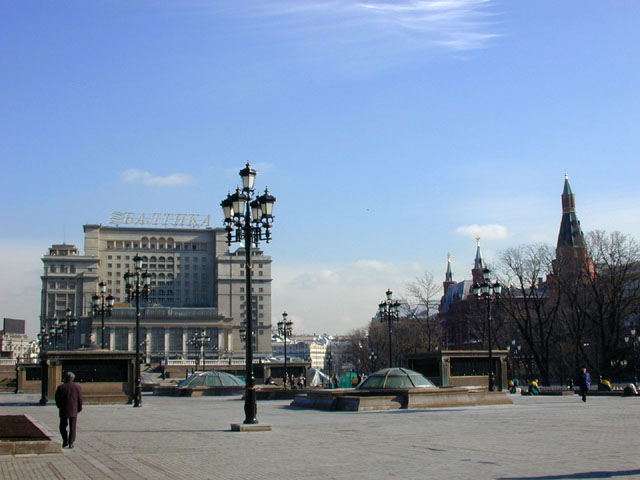
Vista del Hotel Moskva (costat est)
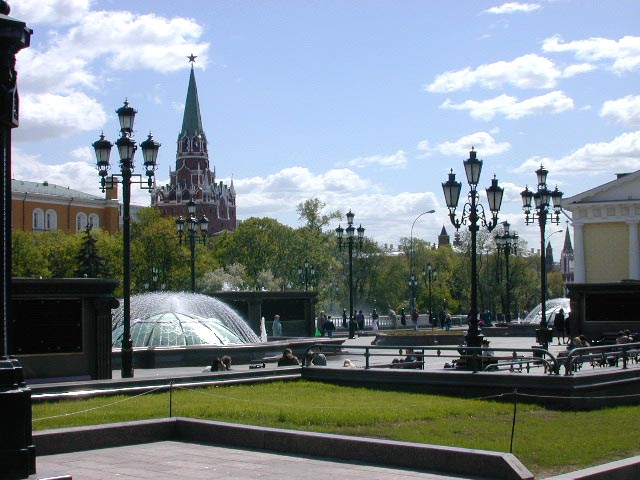
Vista del Alexander Garden (costat sud)